# Sunset Boulevard
|  | Per la pel·lícula de Billy Wilder, vegeu Sunset Boulevard (pel·lícula) |

Sunset Boulevard és un carrer a l'oest de Los Angeles, que s'estén des de Figueroa Street (al centre de la ciutat) fins a la Califòrnia State Route 1 en direcció a l'oceà Pacífic al Districte de Pacific Palisades. Amb una llargària aproximada de 22 milles, el famós carrer passa per diferents districtes de la ciutat, com Echo Park, Silver Lake, Los Feliz, Hollywood, West Hollywood, Beverly Hills, Holmby Hills, Bel-Air, Brentwood i Pacific Palisades. A més a més passa pel barri de Little Armenia, a l'est de Sunset Boulevard.

## Sunset Strip
L'àrea més famosa del Boulevard és en els Districtes de Hollywood i West Hollywood, popularment coneguda com a "Sunset Strip". És el centre de diversió a Los Angeles i una de les àrees més turístiques de la ciutat.